# روینگم
روینگم (به انگلیسی: Raveningham) یک روستا و محله مدنی در بریتانیا است که در South Norfolk واقع شده‌است. روینگم ۸٫۰۵ کیلومتر مربع مساحت و ۱۶۲ نفر جمعیت دارد.